# Fils de personne (pièce de théâtre)
Pour les articles homonymes, voir Fils de personne.
Fils de personne (sous-titré Plus que le sang) est un drame en quatre actes d'Henry de Montherlant, publié en 1943. La pièce a été représentée pour la première fois au Théâtre Saint-Georges à Paris le 18 décembre 1943, dans une mise en scène de Pierre Dux.
Elle se distingue du reste de l’œuvre de Montherlant, et de ses grandes pièces qu'il qualifie lui-même de "touffues", par sa volonté d'être une pièce courte, "une pièce qui n'existât que par son action intérieure", à la manière d'un Huis Clos, publié la même année 

## L'intrigue
La scène se passe à Cannes en hiver 1940-1941. Georges Carrion, un avocat de quarante-trois ans, retrouve Marie Sandoval, une amie de jeunesse, et le fils de quatorze ans qu'ils ont eu ensemble (Gilles), mais qu'il n'a pas voulu reconnaître. Ce fils, que tout le monde surnomme Gillou, oublié puis retrouvé par hasard, donne à Carrion des espérances vite déçues; ils ne « respirent pas à la même hauteur ». Gillou se moque des valeurs que son père respecte et son père finit par le prendre en grippe et, à travers lui, l'enfance en général. À cela s'ajoute un choix douloureux que doit faire Carrion vis-à-vis de son fils : le garder avec lui en zone libre malgré la distance qui existe entre eux ou le laisser repartir avec sa mère vers le danger, en zone occupée... Entre ce père qui se dérobe et sa mère que des intérêts sentimentaux appellent ailleurs, l'enfant est vraiment seul et "fils de personne".

## Mises en scène de la pièce
- Théâtre Saint-Georges, décembre 1943, avec Henri Rollan (Carrion), Michel François (Gilles), Suzanne Dantès (Marie)
- Théâtre Hébertot, décembre 1948[4], avec Allain-Dhurtal (Carrion), Claude Dedieu (Gilles), Suzet Maïs (Marie)
- Théâtre des Mathurins, septembre 1963, avec Fernand Gravey (Georges), Gérard Riou (Gilles), Arlette Merry (Marie)[5]
- Représentation à la télévision, 1969, dans une réalisation de Jean Vernier

## Jugements sur la pièce
« La réussite de Fils de personne est, à la lettre, sans équivalent; son équilibre entre la nudité du thème et de la forme et la densité des caractères et des situations, ne se retrouve pas une fois sur mille ». (Jean de Beer)